# هاري غولدن
هاري غولدن (بالإنجليزية: Harry Golden)‏ هو تاجر أسهم وصحفي أمريكي، ولد في 6 مايو 1902، وتوفي في 2 أكتوبر 1981.

## وصلات خارجية
- هاري غولدن على موقع قاعدة بيانات برودواي على الإنترنت (الإنجليزية)